# Havajci
Havajci, polinezijski narod koji predstavlja domorodačko stanovništvo Havajskog otočja. Na popisu stanovništva u Sjedinjenim Američkim Državama 2010. godine 527 077 ljudi se izjasnilo kao Havajci (Native Hawaiians). Od toga je 371 000 osoba izrazilo da ima djelomično havajsko podrijetlo, u kombinaciji s još nekim etničkim skupinama pacifičkih otoka. Da su isključivo havajskog podrijetla izjasnilo se 156.146 osoba. Izvorni jezik Havajaca je havajski jezik, koji prema procjeni iz 2008. godine ima oko 24 000 govornika, tako da se većina današnjih pripadnika ove etničke skupine služi engleskim jezikom.
Kada je britanski istraživač James Cook posjetio Havaje, 1778. godine, na otocima je živjelo između 250 000 i 800 000 domorodaca. Tijekom sto godina nakon prvog kontakta pučanstvo je teško stradalo pretežno od bolesti uvedenih na otočje od strane Europljana. Havajci nisu imali imunitet na gripu, boginje, ospice, hripavac i sl. Američkim popisom stanovništva 1900. godine zabilježeno je 37 656 osoba potpunog ili djelomičnog havajskog podrijetla. Sto godina kasnije bilo je 283 430, što ukazuje na značajan porast brojnosti nakon što je 1898. godine otočje postalo sastavni dio SAD-a.